# Blachia cotoneaster
Blachia cotoneaster är en törelväxtart som beskrevs av François Gagnepain. Blachia cotoneaster ingår i släktet Blachia och familjen törelväxter.
Artens utbredningsområde är Laos. Inga underarter finns listade i Catalogue of Life.